# Michel Espinosa
Pour les articles homonymes, voir Michel Espinosa (football) et Espinosa.
Michel Espinosa est un dessinateur français de bande dessinée.

## Biographie
Il participe en 2014 avec le scénariste Frédéric Bertocchini à un diptyque intitulé Aleria 1975, relatant les événements d'Aléria. Dans la même veine, il publie en 2019 une série BD consacrée à Edmond Simeoni.

## Œuvre
- Aleria 1975, scénario de Frédéric Bertocchini, DCL éditions

1. Escrocs fora ![1], 2014  (ISBN 978-2-354-16076-0)
2. Dernière sommation !, 2015  (ISBN 978-2-354-16077-7)

INT L'Intégrale, 2015  (ISBN 978-2-354-16050-0)
- La 2cv, reine de l'automobile !, scénario et dessins collectifs, Idées+, collection Vieux Tacots Collection, 2011  (ISBN 978-2-916795-40-9)
- Edmond Simeoni, scénario de Frédéric Bertocchini, DCL éditions

1. Contre l'injustice[2], 2019  (ISBN 978-2-354-16095-1)
2. Pour la liberté, 2019  (ISBN 978-2-354-16096-8)

- Histoires corses[3], scénario de Frédéric Bertocchini, dessins de Marko, François Plisson, Éric Rückstühl, Michel Espinosa et Frédéric Federzoni, DCL éditions, 2011  (ISBN 978-2-354-16051-7)
- Histoire de la Provence, des Alpes à la Côte d'Azur[4], Éditions du Signe

2. Celtes, Grecs et Romains, scénario de Jean-Marie Cuzin et Dominique Garcia, dessins de Michel Espinosa, 2012  (ISBN 2-74682-801-4)
- Libera me[5], scénario de Frédéric Bertocchini et Miceal O'Griafa, DCL éditions

1. Ribelli, 2012  (ISBN 978-2-354-16053-1)
2. Clandestini, 2013
3. Guerrieri, 2015

INT L'intégrale (coffret), 2016
- Oukase, scénario d'Éric Stoffel et Luc Brahy, Bamboo, collection Grand Angle

1. Tempête noire, 2007  (ISBN 978-2-35078-215-7)
2. Trahison Collatérale[6], 2007  (ISBN 978-2-350-78315-4)
3. Frères ennemis[7] 2008  (ISBN 978-2-350-78446-5)
4. Le grand Roque, 2009  (ISBN 978-2-350-78606-3)

- Traffic, Bamboo, collection Focus

2. Échelle, scénario de Damien Marie, 2010  (ISBN 978-2-350-78780-0)